# Torre bastionada
Se llama torre bastionada a un pequeño baluarte de mampostería con varios cuerpos, que se construye dentro del baluarte principal, con bóvedas a prueba, para poner a cubierto las municiones y tropa en tiempo de sitio. 
Tienen también las torres bastionadas cañoneras subterráneas para defender el paso. Se sitúan en los ángulos del recinto de una plaza en lugar de los pequeños bastiones, teniendo a su frente un foso que generalmente las separa de otra obra a terraplén o rampar. 